# KRR1
KRR1 (англ. KRR1, small subunit processome component homolog) – білок, який кодується однойменним геном, розташованим у людей на короткому плечі 12-ї хромосоми. Довжина поліпептидного ланцюга білка становить 381 амінокислот, а молекулярна маса — 43 665.
| 10         |  | 20         |  | 30         |  | 40         |  | 50         |
| ---------- |  | ---------- |  | ---------- |  | ---------- |  | ---------- |
| MASPSLERPE |  | KGAGKSEFRN |  | QKPKPENQDE |  | SELLTVPDGW |  | KEPAFSKEDN |
| PRGLLEESSF |  | ATLFPKYREA |  | YLKECWPLVQ |  | KALNEHHVNA |  | TLDLIEGSMT |
| VCTTKKTFDP |  | YIIIRARDLI |  | KLLARSVSFE |  | QAVRILQDDV |  | ACDIIKIGSL |
| VRNKERFVKR |  | RQRLIGPKGS |  | TLKALELLTN |  | CYIMVQGNTV |  | SAIGPFSGLK |
| EVRKVVLDTM |  | KNIHPIYNIK |  | SLMIKRELAK |  | DSELRSQSWE |  | RFLPQFKHKN |
| VNKRKEPKKK |  | TVKKEYTPFP |  | PPQPESQIDK |  | ELASGEYFLK |  | ANQKKRQKME |
| AIKAKQAEAI |  | SKRQEERNKA |  | FIPPKEKPIV |  | KPKEASTETK |  | IDVASIKEKV |
| KKAKNKKLGA |  | LTAEEIALKM |  | EADEKKKKKK |  | K          |  |            |

A: Аланін

C: Цистеїн

D: Аспарагінова кислота

E: Глутамінова кислота

F: Фенілаланін

G: Гліцин

H: Гістидин

I: Ізолейцин

K: Лізин

L: Лейцин

M: Метіонін

N: Аспарагін

P: Пролін

Q: Глутамін

R: Аргінін

S: Серин

T: Треонін

V: Валін

W: Триптофан

Кодований геном білок за функціями належить до рибонуклеопротеїнів, фосфопротеїнів. 
Задіяний у таких біологічних процесах, як процесмнг рРНК, біогенез рибосом, ацетилювання, альтернативний сплайсинг. 
Білок має сайт для зв'язування з РНК. 
Локалізований у цитоплазмі, ядрі.